# Aloe chrysostachys
Aloe chrysostachys é uma espécie de liliopsida do gênero Aloe, pertencente à família Asphodelaceae.